# Admontia pictiventris
Admontia pictiventris là một loài ruồi trong họ Tachinidae.